# Janki (gmina Horodło)
Janki – wieś w Polsce położona w województwie lubelskim, w powiecie hrubieszowskim, w gminie Horodło.
| SIMC    | Nazwa       | Rodzaj    |
| ------- | ----------- | --------- |
| 0888847 | Janki Dolne | część wsi |
| 0888830 | Janki Górne | część wsi |
| 0888853 | Marta       | część wsi |
| 0888860 | Wieniawka   | część wsi |

Wieś powstała 1 stycznia 2003 z połączenia ówczesnych kolonii: Janki Dolne, Janki Górne, Wieniawka i Marta.
Wieś jest sołectwem w gminie Horodło. W 2006 r. wieś zamieszkiwało 235 osób. Według Narodowego Spisu Powszechnego (III 2011 r.) liczyła nadal 235 mieszkańców i była dziewiątą co do wielkości miejscowością gminy Horodło.

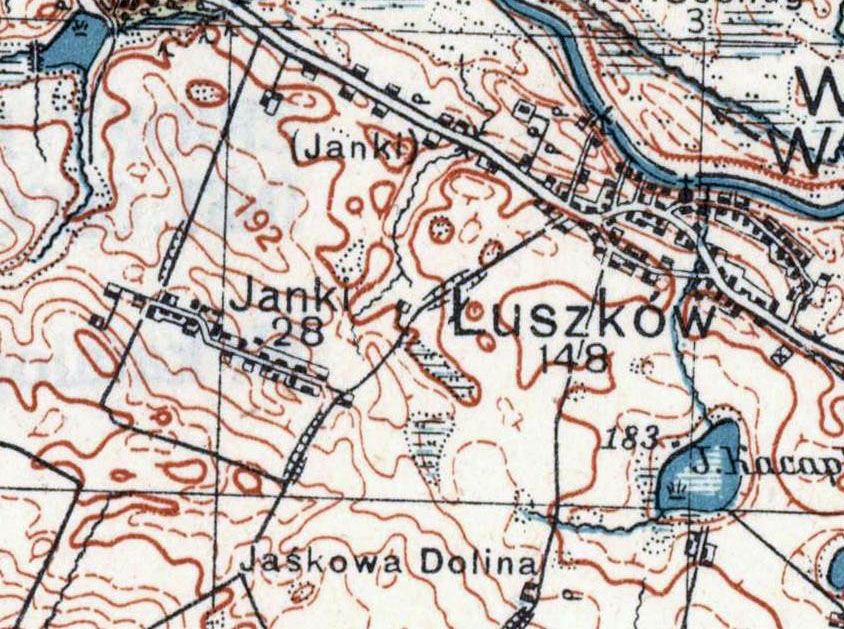
Wojskowa mapa okolic Janek z 1933 r.